# Jörgen Nilsen Schaumann

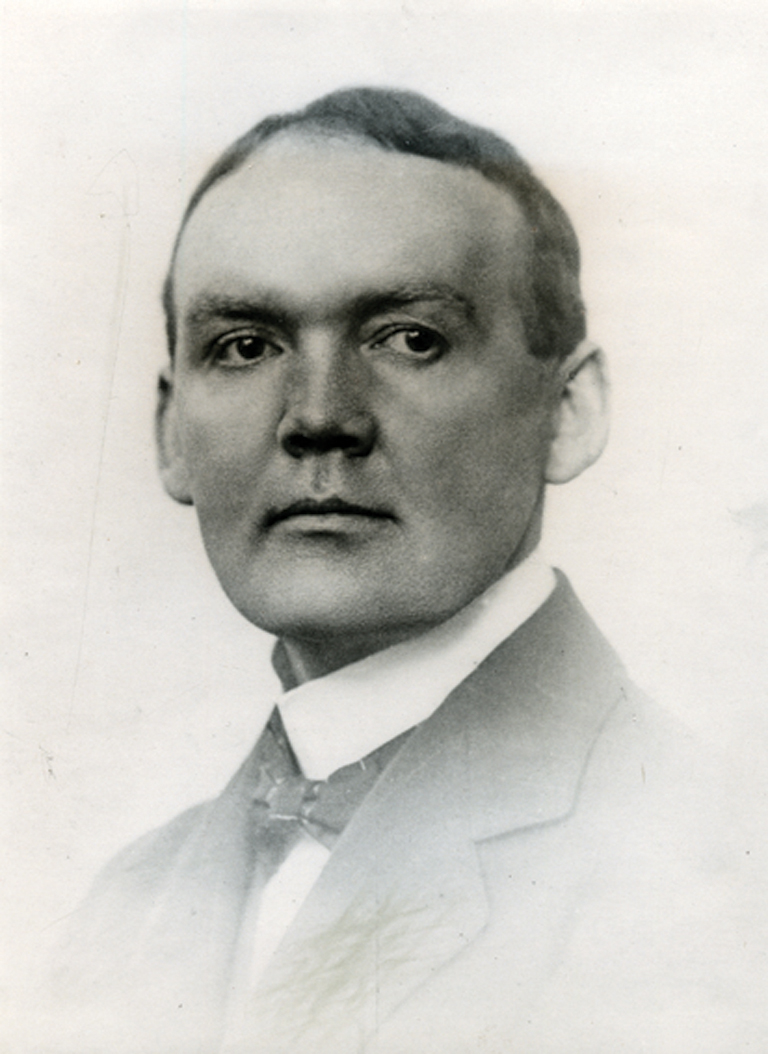
Jörgen Nilsen Schaumann

Jörgen Nilsen Schaumann (1879-1953) was een Zweeds dermatoloog.
Hij studeerde geneeskunde in Lund en behaalde in 1907 zijn artsenbul. Hij werkte tot 1912 in het St. Göranziekenhuis in Stockholm waarna hij verhuisde naar Denemarken om in Kopenhagen in het Finsen-instituut te werken tot aan het eind van zijn carrière.
Schaumanns naam  is verbonden met de ziekte van Besnier-Boeck-Schaumann waarnaar hij onderzoek deed: in 1917 publiceerde hij over deze ziekte waarbij hij als eerste de systemische natuur van de ziekte onderkende. Hij vond ook de naar hem genoemde Schaumann-lichaampjes: inclusielichaampjes met calcium, die gevonden worden in het cytoplasma van de reuscellen die gevonden worden bij sarcoïdose en beryllose. Ondanks dat Schaumann in 1946 met pensioen ging werkte hij door, tot zijn overlijden aan een hartinfarct in 1953.
Schaumann heeft in zijn carrière meerdere eerbetonen ontvangen: een professoraat in 1939; in 1940 ontving hij "Jubilee Prize of the Society of Swedish Physicians" ("Svenska Läkaresällskapet").
In 1946 ontving Schaumann een eredoctoraat aan de Sorbonne-universiteit in Parijs en het jaar daarop werd hij corresponderend lid van "l'Académie nationale de Médecine".
Naast zijn medische werk was Schaumann een talentvol kunstenaar: schilderijen en sculpturen zijn op meerdere plaatsen in Stockholm te zien geweest.

## Publicaties
- Sur le lupus pernio, mémoire présenté en Novembre 1914 à la Société française de Dermatologie et de Syphiligraphie pour le Prix Zambaco. Stockholm 1934.
- Recherches sur le lupus pernio et ses relations avec les sarcoides cutanées et sous-cutanées. Nordiskt medicinskt Arkiv, Stockholm, 1917, avd. II, nr. 17: 1-81. Boeck's sarcoid.
- Étude sur le lupus pernio et ses rapports avec sarcoïdes et la tuberculose. Annales de dermatologie et de syphilographie, Paris, 1917, 5 sér., 6: 357-373.
- Le lupus pernio et les sarcoides au point de vue étiologique. Acta dermato-venereologica, Stockholm, 1923: 679-696.